# Aire urbaine de Sablé-sur-Sarthe
L'aire urbaine de Sablé-sur-Sarthe est une aire urbaine française constituée autour des unités urbaines de Précigné et de Sablé-sur-Sarthe, dans la Mayenne et la Sarthe.

## Données générales
D'après la définition qu'en donne l'INSEE, l'aire urbaine de Sablé-sur-Sarthe est composée de 20 communes, 3 en Mayenne et 17 dans la Sarthe.
Le tableau suivant détaille la répartition de l'aire urbaine sur ces deux départements (les pourcentages s'entendent en proportion de chaque département) :
| Département | Communes | Communes (%) | Superficie (km²) | Superficie (%) | Population (2016) | Population (%) |
| ----------- | -------- | ------------ | ---------------- | -------------- | ----------------- | -------------- |
| Mayenne     | 3        | 1,18         | 30,9             | 0,6            | 1 647             | 0,54           |
| Sarthe      | 17       | 4,72         | 377,4            | 6,08           | 29 060            | 5,12           |

## Composition selon la délimitation de 2010
Les communes de l'aire urbaine de Sablé-sur-Sarthe sont les suivantes :
| Nom                 | Code Insee | Statut | Superficie (km2) | Population (dernière pop. légale) | Densité (hab./km2) |
| ------------------- | ---------- | ------ | ---------------- | --------------------------------- | ------------------ |
| Asnières-sur-Vègre  | 72010      |        | 12,64            | 337 (2022)                        | 27                 |
| Auvers-le-Hamon     | 72016      |        | 47,83            | 1 458 (2022)                      | 30                 |
| Avoise              | 72021      |        | 24,56            | 572 (2022)                        | 23                 |
| Le Bailleul         | 72022      |        | 27,46            | 1 217 (2022)                      | 44                 |
| Bouessay            | 53037      |        | 9,34             | 718 (2022)                        | 77                 |
| Courtillers         | 72106      |        | 7,24             | 910 (2022)                        | 126                |
| Fontenay-sur-Vègre  | 72136      |        | 11,46            | 309 (2022)                        | 27                 |
| Juigné-sur-Sarthe   | 72151      |        | 20,66            | 1 142 (2022)                      | 55                 |
| Louailles           | 72167      |        | 10,49            | 703 (2022)                        | 67                 |
| Notre-Dame-du-Pé    | 72232      |        | 7,75             | 707 (2022)                        | 91                 |
| Parcé-sur-Sarthe    | 72228      |        | 40,58            | 1 998 (2022)                      | 49                 |
| Pincé               | 72236      |        | 5,76             | 191 (2022)                        | 33                 |
| Poillé-sur-Vègre    | 72239      |        | 17,57            | 597 (2022)                        | 34                 |
| Précigné            | 72244      |        | 57,85            | 2 900 (2022)                      | 50                 |
| Sablé-sur-Sarthe    | 72264      |        | 36,92            | 12 194 (2022)                     | 330                |
| Saint-Brice         | 53203      |        | 13,23            | 524 (2022)                        | 40                 |
| Saint-Loup-du-Dorat | 53233      |        | 8,29             | 335 (2022)                        | 40                 |
| Solesmes            | 72336      |        | 11,53            | 1 229 (2022)                      | 107                |
| Souvigné-sur-Sarthe | 72343      |        | 17,06            | 606 (2022)                        | 36                 |
| Vion                | 72378      |        | 20,04            | 1 383 (2022)                      | 69                 |

### Évolution de la composition
- 1999 : dans le zonage de 1999, l'aire urbaine compte 20 communes (dont 3 forment le pôle urbain).
- 2010 : dans le zonage de 2010, l'aire urbaine compte 21 communes avec l'ajout d'Épineux-le-Seguin, mais l'intégration de cette dernière dans la commune nouvelle de Val-du-Maine, le 1er janvier 2017, ramène ce nombre à 20.

## Évolution démographique
| 1968   | 1975   | 1982   | 1990   | 1999   | 2006   | 2011   | 2016   |
| ------ | ------ | ------ | ------ | ------ | ------ | ------ | ------ |
| 20 965 | 22 156 | 24 398 | 26 005 | 28 261 | 30 193 | 30 971 | 30 707 |

## Caractéristiques en 1999
D'après la délimitation établie par l'INSEE, l'aire urbaine de Sablé-sur-Sarthe est composée de 20 communes, situées dans la Mayenne et la Sarthe. 
Trois des communes de l'aire urbaine font partie de son pôle urbain.
Les dix-sept autres communes forment sa couronne périurbaine.

## Pour approfondir